# Manfred Sickmann
Manfred Sickmann (* 14. Juli 1946 in Blangenmoor/Kreis Dithmarschen) ist ein deutscher Politiker (SPD).

## Leben
Sickmann besuchte die Volksschule, machte eine Ausbildung als Chemielaborant und war danach in diesem Beruf bei der Condea Chemie GmbH in Brunsbüttel in den Bereichen Forschung und Entwicklung tätig. Er war auch ehrenamtlicher Richter am 9. Senat des Oberverwaltungsgerichts Lüneburg.
1969 trat Sickmann in die SPD ein, wo er stellvertretender Kreisvorsitzender der Jungsozialisten in Dithmarschen, stellvertretender Ortsvereinsvorsitzender in Brunsbüttel und stellvertretender SPD-Kreisvorsitzender war. Er war Mitglied des Dithmarscher Kreistages und im Kreisausschuss. Er war wirtschafts- und umweltpolitischer Sprecher der SPD-Kreistagsfraktion, Mitglied in den Fachausschüssen Wirtschaft und Verkehr sowie in dem Gesundheits- und Umweltausschuss des Kreises Dithmarschen. Von 1983 bis 1996 war er Mitglied des Landtages von Schleswig-Holstein, wo er Vorsitzender des Arbeitskreises Agrar und agrarpolitischer Sprecher der SPD-Landtagsfraktion sowie Mitglied des Fraktionsvorstandes war. Ab 1987 wurde er im Landtagswahlkreis Dithmarschen-Süd direkt gewählt.